# Ugo Humbert
  Ugo Humbert    (Metz, 26 de juny de 1998) és un tennista professional francès.
En el seu palmarès consten quatre títols individuals del circuit ATP, que li van permetre entrar al Top 20 del rànquing individual.

## Biografia
Fill d'Eric i Anne Humbert, té una germana anomenada Léa. Va començar a jugar a tennis amb cinc anys veient jugar el seu pare. La Fédération française de tennis el va descobrir i el va convèncer per entrenar en les seves instal·lacions de Poitiers. Degut a les dificultats per traslladar-se a Poitiers per entrenar, amb dotze anys es va establir en aquesta ciutat per continuar amb la seva formació. Gràcies a la seva progressió, als setze anys va entrar a l'INSEP per formar part dels millors tennistes francesos juvenils.

## Palmarès

### Individual: 9 (7−2)
| Llegenda                          |
| --------------------------------- |
| Grand Slams (0−0)                 |
| ATP Finals (0−0)                  |
| ATP World Tour Masters 1000 (0−1) |
| ATP World Tour 500 (2−1)          |
| ATP World Tour 250 (5−0)          |

| Títols per superfície |
| --------------------- |
| Dura (6−2)            |
| Gespa (1−0)           |
| Terra batuda (0−0)    |

| Resultat  | Núm. | Data                   | Torneig                    | Superfície | Oponent              | Marcador            |
| --------- | ---- | ---------------------- | -------------------------- | ---------- | -------------------- | ------------------- |
| Guanyador | 1.   | 18 de gener de 2020    | Auckland, Nova Zelanda     | Dura       | Benoît Paire         | 7−6(2), 3−6, 7−6(5) |
| Guanyador | 2.   | 25 d'octubre de 2020   | Anvers, Bèlgica            | Dura       | Alex de Minaur       | 6−1, 7−6(4)         |
| Guanyador | 3.   | 20 de juny de 2021     | Halle, Alemanya            | Gespa      | Andrei Rubliov       | 6−3, 7−6(4)         |
| Guanyador | 4.   | 11 de novembre de 2023 | Metz, França               | Dura (i)   | Alexander Shevchenko | 6−3, 6−3            |
| Guanyador | 5.   | 11 de febrer de 2024   | Marsella, França           | Dura (i)   | Grigor Dimitrov      | 6−4, 6−3            |
| Guanyador | 6.   | 2 de març de 2024      | Dubai, Emirats Àrabs Units | Dura       | Alexander Bublik     | 6−4, 6−3            |
| Finalista | 1.   | 1 d'octubre de 2024    | Tòquio, Japó               | Dura       | Arthur Fils          | 7−5, 6−7(3), 3−6    |
| Finalista | 2.   | 3 de novembre de 2024  | París, França              | Dura (i)   | Alexander Zverev     | 2−6, 2−6            |
| Guanyador | 7.   | 16 de febrer de 2025   | Marsella (2)               | Dura (i)   | Hamad Medjedovic     | 7−6(4), 6−4         |

### Dobles masculins: 1 (0−1)
| Llegenda                          |
| --------------------------------- |
| Grand Slams (0−0)                 |
| ATP Finals (0−0)                  |
| ATP World Tour Masters 1000 (0−0) |
| ATP World Tour 500 (0−0)          |
| ATP World Tour 250 (0−1)          |

| Títols per superfície |
| --------------------- |
| Dura (0−0)            |
| Gespa (0−0)           |
| Terra batuda (0−1)    |

| Resultat  | Núm. | Data                 | Torneig        | Superfície   | Parella        | Oponents                     | Marcador         |
| --------- | ---- | -------------------- | -------------- | ------------ | -------------- | ---------------------------- | ---------------- |
| Finalista | 1.   | 21 de juliol de 2024 | Gstaad, Suïssa | Terra batuda | Fabrice Martin | Yuki Bhambri Albano Olivetti | 6−3, 3−6, [6−10] |

## Trajectòria

### Individual
| Open d'Austràlia | A           | 1R          | 1R          | 2R    | 1R   | 3R    | 3R | 0 / 6     | 5 – 6     |
| Roland Garros | Q1          | 1R          | 1R          | 1R    | 1R   | 2R    |    | 0 / 5     | 1 – 5     |
| Wimbledon | Q1          | 4R          | NC          | 1R    | 3R   | 1R    |    | 0 / 4     | 5 – 4     |
| US Open | 2R          | 1R          | 2R          | 1R    | 1R   | 1R    |    | 0 / 6     | 2 – 6     |
| Jocs Olímpics | No celebrat | No celebrat | No celebrat | QF    | NC   | NC    |    | 0 / 1     | 3 – 1     |
| Total Victòries–Derrotes                                                                                                   | 2−3         | 17–23       | 24−12       | 19−19 | 9−21 | 33−23 |    | 104 – 101 | 104 – 101 |
| Rànquing a final d'any | 102         | 57          | 30          | 35    | 87   | 20    |    |           |           |
| Llegenda: G: Guanyador; F: Finalista; SF: Semifinalista; QF: Quarts de final; Q: Qualificació; A: Absent; RR: Round Robin; |             |             |             |       |      |       |    |           |           |